# سیروس قایقران
سیروس قایقران (۱ بهمن ۱۳۴۰ – ۱۸ فروردین ۱۳۷۷) بازیکن فوتبال ایرانی و یکی از بازیکنان معروف و بزرگ در ایران و اولین کاپیتان شهرستانی تیم ملی ایران بود اوی یکی از نماد های فوتبال و ورزش ایران در جوانمردی و پهلوانی در زمینه اخلاقی در کنار غلامرضا تختی برای جامعه ایران است .

## زندگی‌نامه
سیروس قایقران؛ ۱ بهمن ۱۳۴۰ در محلهٔ کلویر بندر انزلی متولد شد. سیروس از کودکی به فوتبال در زمین‌های خاکی کلویر روی آورد و به عضویت تیم فوتبال منتخب آموزشگاه‌ها درآمد. وی در سن ۱۶ سالگی در سال ۱۳۵۶ موفق شد در تیم‌های نوجوانان و جوانان ملوان استعدادهای خود را به نمایش بگذارد و ملوان را به رتبهٔ قهرمانی باشگاه‌های گیلان رساند. وی در سال‌های ۱۳۵۹ تا ۱۳۶۳ نقش مهمی در تیم ملوان و فوتبال گیلان داشت.
قایقران در سال ۱۳۶۳ به تیم ملی دعوت شد و در سال ۱۳۶۷ تنها فوتبالیست شهرستانی بود که دهداری بازوبند کاپیتانی تیم ملی ایران را به بازوان او بست. در سال ۱۳۶۷ در مسابقات فوتبال جام ملتهای آسیا در قطر، تیم ملی ایران با رهبری سیروس به مقام سومی دست یافت و در سال ۱۳۶۹ تیم ایران را با گل‌هایش پس از ۲۰ سال به قهرمانی در بازی‌های آسیایی پکن رساند. سیروس سپس به تیم الاتحاد قطر (الغرافه قطر فعلی) پیوست و بعد از مدتی بازی در قطر، به تیم ملوان پیوست و با این تیم قهرمان جام حذفی ایران و راهی مسابقات قهرمانی باشگاه‌های آسیا شد.
قایقران در سال ۱۳۷۰ به تیم کشاورز تهران پیوست. او بعد از چند سال سرمربی تیم کشاورز شد و با این تیم به مقام سوم لیگ رسید. وی در سال ۱۳۷۶ به تیم دسته دومی مسعود هرمزگان پیوست و مدتی در آن‌جا مشغول به مربی‌گری شد. در سال‌های ۱۳۷۶ و ۱۳۷۷ قایقران بارها تمایل خود را برای بازگشت به ملوان به عنوان بازیکن یا مربی اعلام کرد.

## درگذشت
وی در سه‌شنبه ۱۸ فروردین ۱۳۷۷ وقتی که برای تعطیلات نوروز همراه خانواده‌اش به انزلی رفته بود، در حالی که همراه فرزند (راستین قایقران)، همسر (افسانه اسدان) و برادر همسرش (ایمان اسدان) در اتومبیل خود از انزلی عازم تهران بود در حوالی امامزاده هاشم با کامیون حاوی الوار تصادف نمود که منجر به فوت وی و فرزندش گردید.

## باشگاه‌ها

سیروس قایقران

- ملوان بندر انزلی
- استقلال بندر انزلی
- الغرافه قطر
- کشاورز تهران

## مربیان وی در گیلان
بهمن صالح نیا، احمد صومی، غفور جهانی، مجید جهانپور، نصرت ایراندوست، پرویز دهداری

## مربیان وی در تیم ملی
پرویز دهداری، مهدی مناجاتی، علی پروین، ناصر ابراهیمی، بهمن صالح‌نیا، رضا وطن‌خواه.

## سابقه ملی
وی در ۱۰۰ مسابقه شرکت داشت که ۴۳ بازی، رسمی بوده است. در ۲۱ بازی کاپیتان تیم ملی بوده و ۱۴ گل برای تیم ملی به ثمر رسانده است که بهترین آن‌ها به تیم کره جنوبی در نیمه نهایی بازی‌های آسیایی ۱۹۹۰ در پکن بود. اولین بازی ملی را در ۳۰ دی ماه ۱۳۶۳ برابر یوگسلاوی و آخرین بازی ملی را در ۲۶ فروردین ۱۳۷۲ برابر بوسنی انجام داد. اولین کاپیتانی تیم ملی را در ۱۱ آذر ۱۳۶۷ برابر قطر به عهده گرفت.

## سابقه مربی‌گری
- کشاورز تهران (با این تیم به مقام سوم لیگ کشور رسید)
- مسعود هرمزگان

## شماره پیراهن
سیروس قایقران با پیراهن شماره ۹ بازی می‌کرد.
این شماره در میان بازیکنان و هواداران تیم ملوان بسیار محبوب است.

## افتخارات و دستاوردها
تیم ملی فوتبال ایران
قهرمان بازی‌های آسیایی ۱۹۹۰
مقام سوم جام ملت‌های آسیا ۱۹۸۸
ملوان انزلی
قهرمان جام حذفی فوتبال ایران ۱۳۶۵
قهرمان جام حذفی فوتبال ایران ۱۳۶۹
نایب قهرمان ، جام حذفی ۶۸–۱۳۶۷ ، ۷۱–۱۳۷۰
لیگ فوتبال گیلان
قهرمان : ۱۳۶۵ ، ۱۳۶۹ ، ۱۳۷۰
فردی
کاپیتان تیم ملی فوتبال ایران
بهترین بازیکن فوتبال ایران ۱۳۶۵
بهترین بازیکن جام حذفی ایران ۱۳۶۹